# Crundale (Kent)
Crundale est une paroisse civile et un village du Kent, en Angleterre.